# クラウドコンサルティング
クラウドコンサルティングとは、世の中に存在するクラウドツールの中から最適なツールを選択・活用する事でコンサルティング・インターネットマーケティングを行う行為。

## 発祥・経緯
クラウドコンピューティングの技術が進む中、各開発ベンダーはこれまでにクラウドサービスを敬遠していた利用者にも簡単に使ってもらえるように、ユーザーインターフェースの向上を意識してサービスのクオリティを向上させていく。
世の中には大量のクラウドサービスがリリースされていき、国内クラウドサービスの市場規模の予測として2012年より年平均32％の成長を続け、2017年には2兆円を超えると予想されている。
そのような状況の中、元々は利用者が便利になるようにという想いで各ベンダーが開発してきたのだが、あまりにも多いサービスの量、種類から、業界自体が複雑化していく。
結果として各利用者が自分自身で情報整理が困難となり最適なサービスの選択が出来なくなってしまい、クラウドを活用したコンサルティングのニーズが高まることになった。

## 必要な資質・要素
- 世の中にあるクラウドサービスの情報管理を定期的に行い、その市場動向にも精通している

- クラウドサービスの使い方及び活用方法に対しても深い理解をしている

- 実際にクラウドサービスを活用して、インターネットマーケティング、経営改善に応用できる

- 客観的な第三者としての目線をもっており、分析結果やアドバイスを行うことができる

## 団体
- 株式会社クラウドコンサルティング（Cloud Consulting, Inc.） - 公認会計士・税理士の甲能大輔と経営コンサルタントの髙島卓也が福岡県福岡市に設立した企業。MFクラウドを中心としたクラウドサービスを活用して中小企業の生産性を上げ、地方創生を推進することを目的としている。2016年設立。